# ایوون فارل
یوونه فارل (انگلیسی: Yvonne Farrell؛ زادهٔ ۱ ژانویهٔ ۱۹۵۱) معمار اهل جمهوری ایرلند است. وی همچنین در سال ۲۰۲۰ به همراه شلی مک‌نامارا برندهٔ جوایز مدال طلای سلطنتی و جایزه معماری پریتزکر شده‌است.